# Dzisna (województwo zachodniopomorskie)
Dzisna – (niem. Dischenhagen) wieś sołecka w Polsce położona w województwie zachodniopomorskim, w powiecie goleniowskim, w gminie Przybiernów, nad Gowienicą. 
W latach 1975–1998 miejscowość administracyjnie należała do województwa szczecińskiego.

## Nazwa
Nazwa wsi pochodzi od imienia, żyjącego w XIII w., rycerza Zdiseko (Dysko). 

## Historia
Osiedle z okresu państwa Wolinian, jego pozostałością jest grodzisko stożkowe. 
Właścicielami wsi przez bardzo długi czas (aż do 1920) był ród Köllerów. We wsi znajdowała się ich siedziba zwana "starym zamkiem". Budowla ta nie zachowała się do naszych czasów, znana jest tylko z dziewiętnastowiecznych opisów (była już wówczas ruiną). 

## Kościół
We wsi znajduje się jeden z najstarszych na Pomorzu kościołów o konstrukcji ryglowej z cennymi malowidłami o charakterze ludowym (XVII w.).